# Гамма Мухи
HD109026 — хімічно пекулярна зоря спектрального класу B5, що має видиму зоряну величину в смузі V приблизно 3,9. Вона розташована у сузір'ї Мухи на відстані близько 323,9 світлових років від Сонця.

## Пекулярний хімічний склад
HD109026 належить до хімічно пекулярних зір зі зниженим вмістом гелію й в її зоряній атмосфері спостерігається нестача гелію порівняно з його вмістом в атмосфері Сонця.

## Магнітне поле
Спектр даної зорі вказує на наявність магнітного поля у її зоряній атмосфері. Напруженість повздовжної компоненти поля оціненої з аналізу крил ліній Бальмера становить 342,2± 95,4 Гаус.